# William H. Gass

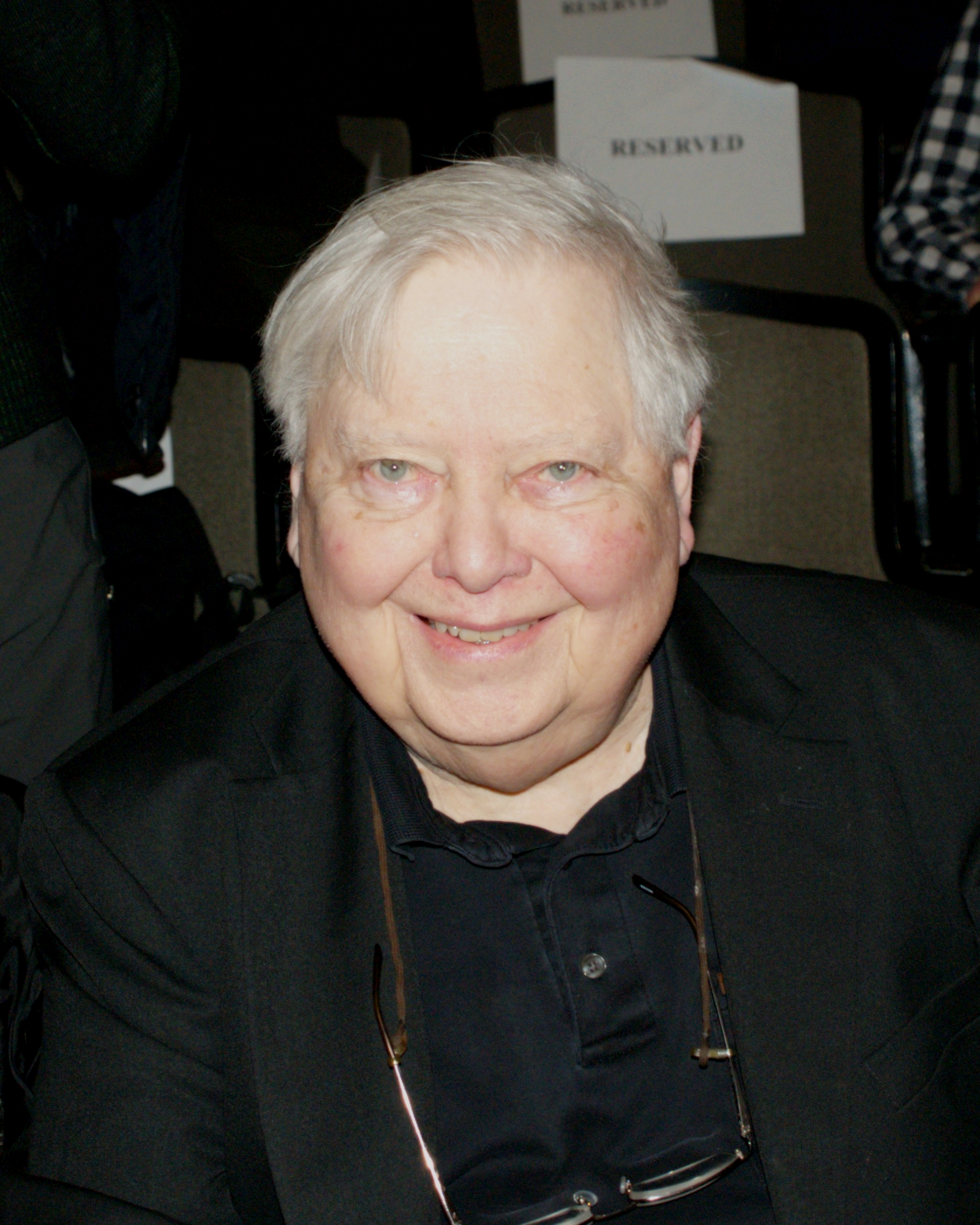
William Gass, 2011

William H. Gass, född 30 juli 1924 i Fargo, North Dakota, död 6 december 2017 i University City i St Louis i Missouri, var en amerikansk författare.
Gass föddes i Fargo, North Dakota. Kort efter hans födelse flyttade familjen till Warren, Ohio. Han har beskrivit sin barndom som olycklig. Han gick på Wesleyan University, och tjänade sedan i flottan under andra världskriget, en period som han beskrev som kanske sitt livs värsta. Han tog sin A.B. i filosofi på Kenyon College 1947, och sin PhD i filosofi på Cornell University 1954.